# لیبورن، یورک‌شر شمالی
latitudeلیبورن، یورک‌شر شمالیlongitudeلیبورن، یورک‌شر شمالی
لیبورن، یورک‌شر شمالی (به انگلیسی: Leyburn) یک شهرک در بریتانیا است که در انگلستان واقع شده‌است.

## خصوصیات
لیبورن ۱٬۸۴۴ نفر جمعیت دارد.